# Fuentepiñel
Fuentepiñel er en by og kommune i det centrale Spanien i provinsen Segovia. Den har et indbyggertal på 68 (2024) indbyggere.